# ريك فيربيك
ريك فيربيك (بالهولندية: Rick Verbeek)‏ (14 ديسمبر 1988 بفينلو في هولندا - ) هو لاعب كرة قدم هولندي في مركز الوسط. لعب مع في في في فينلو وهيلموند سبورت وRKVV EVV ‏ وDe Treffers ‏.

## روابط خارجية
- ريك فيربيك على موقع قاعدة بيانات كرة القدم.إي يو (الإنجليزية)
- ريك فيربيك على موقع Soccerway.com (الإنجليزية)